# Saint-Mathieu

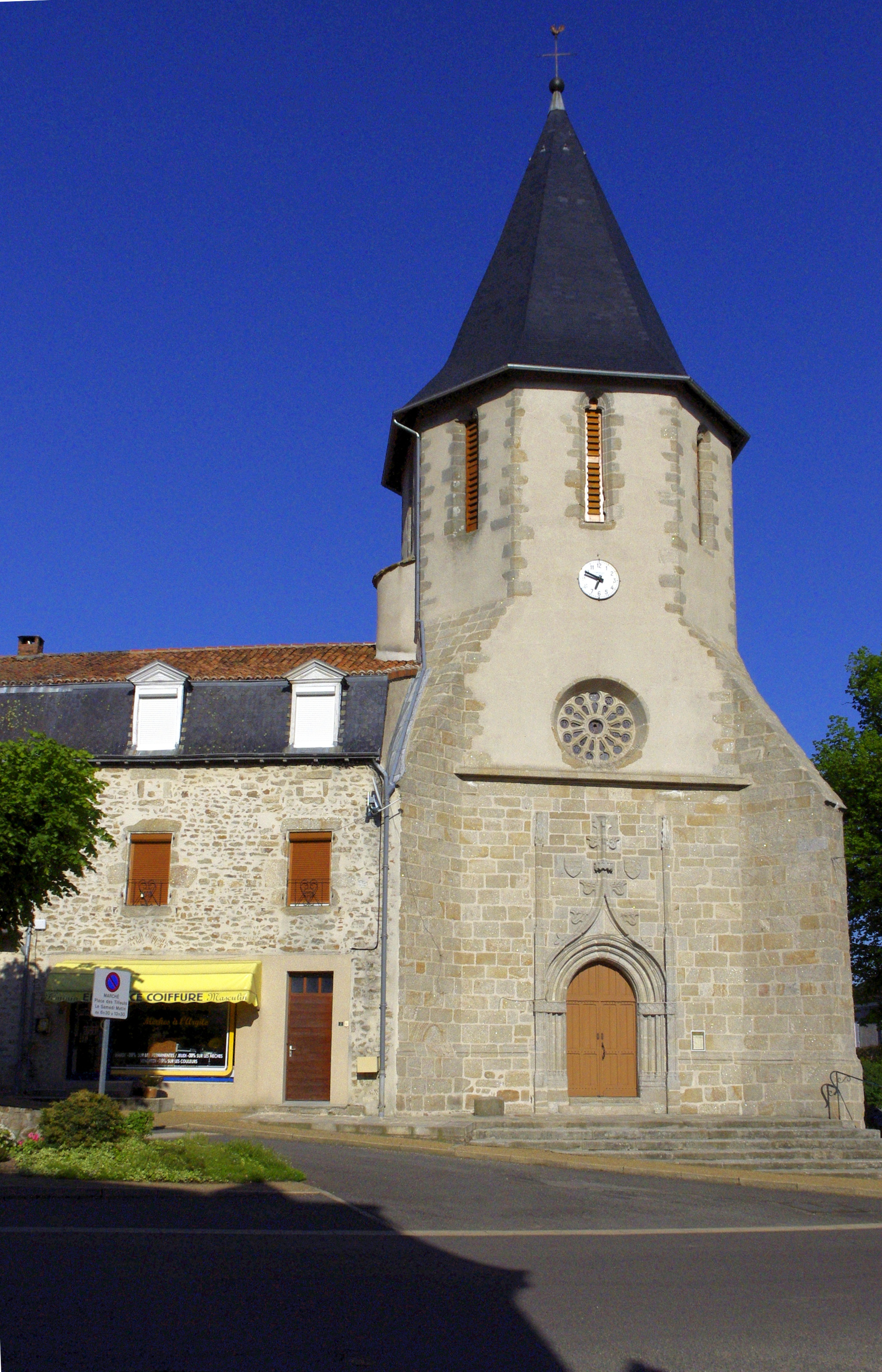
Kościół w Saint-Mathieu (2012)

Saint-Mathieu – miejscowość i gmina we Francji, w regionie Nowa Akwitania, w departamencie Haute-Vienne.
Według danych na rok 1990 gminę zamieszkiwało 1271 osób, a gęstość zaludnienia wynosiła 31 osób/km² (wśród 747 gmin Limousin Saint-Mathieu plasuje się na 94. miejscu pod względem liczby ludności, natomiast pod względem powierzchni na miejscu 72.).

## Populacja

Populacja Saint-Mathieu w latach 1962–2008